# Igreja de São João Batista (Boa Vista)
Igreja de São João Batista é uma igreja situada na aldeia de Fundo das Figueiras, na Ilha da Boavista, em Cabo Verde.
De aspecto austero, a igreja apresenta altar e púlpito em madeira, num estilo reminiscente do artesanato.
Em 2008, foi palco da chamada II Jornada Diocesana, levada a cabo pela Diocese do Mindelo, envolvendo cerca de uma centena de jovens oriundos de 14 paróquias.